# The Adventure Company
The Adventure Company, pobočka DreamCatcher Interactive, je hlavní americký vydavatel adventur. Jejich první hra, The Cameron Files: Secret at Loch Ness, byla vydána v roce 2002. Spolupracovala s mnoha odlišnými vývojáři, např.: Kheops Studio, THQ, Microïds, a Cryo Interactive.

## Vydané hry
- Agatha Christie: And Then There Were None
- Agatha Christie: Murder on the Orient Express
- Agatha Christie: Evil Under the Sun
- Agatha Christie: Death on the Nile
- Agatha Christie: Double Murder Mystery Park
- Amerzone
- Atlantis: The Lost Tales (znovu vydána)
- Atlantis II: Beyond Atlantis (znovu vydána)
- Atlantis III: The New World (znovu vydána)
- Atlantis: Evolution
- Atlantis: The Sacred Legacy
- Aura: Fate of the Ages
- The Black Mirror
- Broken Sword: The Sleeping Dragon
- The Cameron Files: Secret at Loch Ness
- The Cameron Files: The Pharaoh's Curse
- Crime Stories
- The Crystal Key
- Dark Fall
- Dark Fall 2: Lights Out
- Dead Reefs
- Návrat na Ostrov Pokladů, (Destination: Treasure Island)
- Dracula: Zrození, (Dracula: Origin)
- ECHO: Secrets of the Lost Cavern
- Egypt II: The Heliopolis Prophercy
- Everlight of Magic & Power
- Evidence: The Last Ritual
- The Experiment
- Forever Words
- Hans Christian Andersen: The Ugly Prince Duckling
- The Hardy Boys: The Hidden Theft
- The Hardy Boys: The Perfect Crime
- Jack the Ripper
- Jekyll & Hyde
- Keepsake
- The Messenger
- Missing: Since January
- The Moment of Silence
- Murder in the Abbey
- Next Life
- Nibiru: Age of Secrets
- Outcry
- Post Mortem
- Tajuplný ostrov, (Return to Mysterious Island)
- ROTS-1 Riddle of the Sphinx
- ROTS-2 The Omega Stone
- Sam & Max Season One
- Safecracker: The Ultimate Puzzle Adventure
- Sherlock Holmes: The Nemesis
- Sherlock Holmes versus Jack Rozparovač, (Sherlock Holmes vs Jack the Ripper)
- Schizm: Mysterious Journey
- Schizm II: Chameleon, (Mysterious Journey II)
- Sentinel: Descendants in Time (AKA Realms of Illusion)
- Secret Files: Tunguska
- Secret Files 2: Puritas Cordis
- Still Life
- Syberia
- Treasure Island
- Voyage: Inspired by Jules Verne